# Alix Didier Fils-Aimé
Alix Didier Fils-Aimé (n. 14 noiembrie 1971, Port-au-Prince, Haiti) este un om de afaceri și om politic haitian.
La 10 noiembrie 2024, a fost numit prim-ministru de către Consiliul prezidențial de tranziție.

## Biografie
Născut la 14 noiembrie 1971, Alix Didier Fils-Aimé este fiul lui Alix Fils-Aimé, om politic care a fost închis în timpul regimului lui Jean-Claude Duvalier⁠(d), iar ulterior a devenit deputat între 1995 și 1999. Alți membri ai familiei sale, originară din Port-au-Prince, au investit în sectorul economic.
A obținut o diplomă în administrarea afacerilor, cu specializare în finanțe, la Universitatea Boston. Ulterior, a devenit președinte al consiliului de administrație al Camerei de Comerț și Industrie a Regiunii de Vest (CCIO), precum și al Camerei de Comerț și Industrie din Haiti (CCIH). Este de asemenea activ în mediul de afaceri.

## Alegerile senatoriale din 2016
În anul 2016, a fost candidat la alegerile senatoriale din partea partidului Vérité.

## Prim-ministru

### Prima candidatură eșuată
La 17 mai 2024, în cadrul unui apel de candidaturi desfășurat între 13 și 17 mai, Consiliul prezidențial de tranziție a anunțat că a primit peste 80 de candidaturi pentru funcția de prim-ministru. Printre candidați s-au numărat fostul prim-ministru Garry Conille, Fritz Bélizaire, fostul ministru de interne Paul Antoine Bien-Aimé, foștii miniștri ai justiției Michel Brunache și Lucmane Délile, precum și Jean Hector Anacacis, Gérald Germain, Inel Torchon, Alix Didier Fils-Aimé și Jean-Rodolphe Joazile.
Candidatura lui Conille a fost reținută în cele din urmă pe 29 mai, însă acesta a fost demis în luna noiembrie.

### Numire și preluare a funcției
La 10 noiembrie 2024, Alix Didier Fils-Aimé a fost desemnat noul prim-ministru al Republicii Haiti. Și-a preluat oficial funcția pe 11 noiembrie, la o zi după întoarcerea sa din Statele Unite. Și-a format guvernul pe 15 noiembrie.
Este al treilea prim-ministru al țării numit în decurs de trei ani, într-o perioadă marcată de puternice turbulențe politice și instituționale.